# 生命之光 (歌曲)
生命之光是陳少琪和金培達繼《We Are Ready》、《飛躍共舞》後另一首2008年北京奧運會的徵集歌曲之一；主唱者是周筆暢。

## 參看
- 《生命之光》正式版MTV